# San Lorenzo (Honduras)
San Lorenzo ist eine nach dem hl. Laurentius benannte Stadt mit annähernd 30.000 und eine Gemeinde mit knapp 50.000 Einwohnern im Departamento Valle im Süden von Honduras.

## Lage und Klima
San Lorenzo liegt am Golf von Fonseca, einer zu drei Ländern gehörenden Bucht des Pazifik, in einer Höhe von ca. 5 m. Das Klima ist beinahe tropisch; die durchschnittliche jährliche Niederschlagsmenge liegt bei ca. 1200 mm.

## Bevölkerungsentwicklung
| Jahr      | 2001   | 2013   |
| Einwohner | 23.570 | 29.692 |

Der deutliche Bevölkerungszuwachs beruht im Wesentlichen auf der immer noch anhaltenden Zuwanderung von Einzelpersonen und Familien aus den Dörfern der Umgebung.

## Geschichte
Der Ort wurde im Jahr 1522 von den Spaniern gegründet; jahrhundertelang lebten die Bewohner vom Fischfang und etwas Landwirtschaft. Den Stadtstatus erhielt er erst im Jahr 1909. 

## Wirtschaft
Die Stadt hat sich zu einer der am meisten prosperierenden Städte im Süden von Honduras entwickelt. Die Wirtschaft basiert auf der Fischerei (Garnelen), dem Tourismus und der Landwirtschaft (Melonen und anderen Früchten). Die Stadt verfügt über einen eigenen Seehafen und liegt am Pan-American-Highway.